# Eleição municipal de Sobral em 2020
A eleição municipal da cidade de Sobral em 2020 ocorreu no dia 15 de novembro (turno único), elegendo um prefeito, um vice-prefeito e 21 vereadores responsáveis pela administração da cidade, com início em 1° de janeiro de 2021 e término em 31 de dezembro de 2024. O prefeito titular, à época da eleição, era Ivo Gomes, do Partido Democrático Trabalhista (PDT), que, por estar exercendo seu primeiro mandato, se encontrava apto á concorrer á reeleição.
Originalmente, as eleições ocorreriam em 4 de outubro (primeiro turno) e 25 de outubro (segundo turno, caso necessário), porém, com o agravamento da pandemia de COVID-19 no Brasil, as datas foram modificadas.
Dois candidatos concorreram a prefeitura de Sobral. Com 59,23% dos votos válidos, Ivo Gomes foi reeleito ao executivo municipal, derrotando o candidato do MDB, Oscar Rodrigues, empresário e pai do atual deputado Moses Rodrigues, que havia sido derrotado por Ivo em 2016.

## Contexto político e pandemia
As eleições municipais de 2020 estão sendo marcadas, antes mesmo de iniciada a campanha oficial, pela pandemia de COVID-19 no Brasil, o que está fazendo com que os partidos remodelem suas estratégias de pré-campanha. O Tribunal Superior Eleitoral (TSE) autorizou os partidos a realizarem as convenções para escolha de candidatos aos escrutínios por meio de plataformas digitais de transmissão, para evitar aglomerações que possam proliferar o coronavírus. Alguns partidos recorreram a mídias digitais para lançar suas pré-candidaturas. Além disso, a partir deste pleito, será colocada em prática a Emenda Constitucional 97/2017, que proíbe a celebração de coligações partidárias para as eleições legislativas, o que pode gerar um inchaço de candidatos ao legislativo. Conforme reportagem publicada pelo jornal Brasil de Fato em 11 de fevereiro de 2020, o país poderá ultrapassar a marca de 1 milhão de candidatos a prefeito, vice-prefeito e vereador neste escrutínio.

## Candidatos
Nota: a tabela a seguir está organizada por ordem alfabética de candidatos.
| Prefeito(a)     | Prefeito(a) | Prefeito(a) | Vice-prefeito(a)   | Vice-prefeito(a) | Vice-prefeito(a) | Coligação                                                                                            | Nº | Tempo de HPEG (Rádio e Televisão) |
| Candidato       | Partido     | Partido     | Candidato          | Partido          | Partido          | Coligação                                                                                            | Nº | Tempo de HPEG (Rádio e Televisão) |
| --------------- | ----------- | ----------- | ------------------ | ---------------- | ---------------- | --- | -- | --------------------------------- |
| Ivo Gomes       |             | PDT         | Christianne Coelho |                  | PT               | "Juntos para Sobral avançar" (PDT / PT / PP / PTB / PL / Cidadania / DEM / PSB / PSDB / PSD / PCdoB) | 12 | 7m19seg                           |
| Oscar Rodrigues |             | MDB         | Zé Vytal           |                  | MDB              | "Pra mudar Sobral de verdade" (MDB / Republicanos / Avante)                                          | 15 | 2m41seg                           |

## Resultados

### Prefeito
| Candidato(a)           | Vice                    | Votação | Votação     |
| Candidato(a)           | Vice                    | Total   | Porcentagem |
| ---------------------- | ----------------------- | ------- | ----------- |
| Ivo Gomes (PDT)        | Christianne Coelho (PT) | 66 519  | 59,23%      |
| Oscar Rodrigues (MDB)  | Zé Vytal (MDB)          | 45 795  | 40,77%      |
| Total de votos válidos | Total de votos válidos  | 112 314 | 92,46%      |
| Votos em branco        | Votos em branco         | 3 868   | 3,18%       |
| Votos nulos            | Votos nulos             | 5 288   | 4,35%       |
| Total                  | Total                   | 121 470 | 85,49%      |
| Abstenções             | Abstenções              | 20 621  | 14,51%      |

### Vereador

#### Vereadores eleitos
| Candidato(a)            | Partido | Votos / Porcent. % |
| ----------------------- | ------- | ------------------ |
| Zé Vitor                | MDB     | 4.226 - 3,79%      |
| Marlon Sobreira         | PSB     | 3.461 - 3,10%      |
| Itamar Ribeiro          | PDT     | 3.428 - 3,07%      |
| Roque Hudson            | PDT     | 3.283 - 2,94%      |
| Carlos do Calisto       | PDT     | 2.975 - 2,67%      |
| Mario Vicktor           | MDB     | 2.911 - 2,61%      |
| Aleandro Linhares       | PDT     | 2.831 - 2,54%      |
| Cumpady Bony            | PSB     | 2.793 - 2,50%      |
| Chico Joia              | MDB     | 2.677 - 2,40%      |
| Fransquinha do Povo     | MDB     | 2.637 - 2,36%      |
| Rogério Arruda          | PDT     | 2.556 - 2,29%      |
| Micheline Ibiapina      | MDB     | 2.345 - 2,10%      |
| Camilo Motos            | PDT     | 2.280 - 2,04%      |
| Paulão                  | PDT     | 2.230 - 2,00%      |
| Sandra Arcanjo          | PDT     | 2.107 - 1,89%      |
| Tiago Ramos             | MDB     | 1.966 - 1,76%      |
| Ajax Cardozo            | PSB     | 1.942 - 1,74%      |
| Johnson                 | MDB     | 1.861 - 1,67%      |
| Apóstolo Jander         | PSB     | 1.439 - 1,29%      |
| Professor Cleiton Prado | PSL     | 1.148 - 1,03%      |
| Raimundo Carneiro       | PT      | 783 - 0,70%        |